# THE IDOLM@STER SHINY COLORS FR@GMENT WING
『THE IDOLM@STER SHINY COLORS FR@GMENT  WING』（アイドルマスター シャイニーカラーズ フラッグメントウィング）は、2019年4月10日からリリースされているキャラクターソングCDシリーズ。

## 概要
「アイドルマスター シャイニーカラーズ」のキャラクターソングCDシリーズ第2弾。本シリーズよりストレイライトが加わる。ユニット用新曲2曲と各ユニットが歌唱する「Ambitious Eve」とドラマパートを収録。発売元はランティス。
2023年3月8日以降にサブスクリプション型サービスにて配信される楽曲のうち三峰結華が参加している楽曲に関しては、ベストアルバム「WING COLLECTION」に収録されている「2023 Ver.」に差し替えられている（三峰結華役が希水しおに変更されているバージョン）。

## 01
2019年4月10日発売。シャイニーカラーズが歌う全体曲2曲を収録。本CDからストレイライトが加わった19名での歌唱となる。
収録曲
歌：シャイニーカラーズ
全作曲：山田智和
1. Ambitious Eve
作詞：真崎エリカ、編曲：住谷翔平
2. いつか Shiny Days
作詞：鈴木静那、編曲：長谷川智樹

## 02
2019年5月8日発売。イルミネーションスターズの2ndシングル。
収録曲
歌：イルミネーションスターズ
1. We can go now!
作詞：中村彼方、作曲・編曲：大西克巳
2. トライアングル
作詞：中村彼方、作曲：Giz'Mo（from Jam9）・ArmySlick、編曲：ArmySlick
3. Ambitious Eve（イルミネーションスターズ Ver.）
4. スペシャルオーディオドラマ「輝く笑顔に向かって」

## 03
2019年6月12日発売。アンティーカの2ndシングル。
収録曲
歌：アンティーカ
全作詞：真崎エリカ
1. NEO THEORY FANTASY
作曲：鍋谷卓摩（luxis）、編曲：遠藤ナオキ（HOVERBOARD,Inc.）
2. ラビリンス・レジスタンス
作曲：家原正樹・Lauren Kaori、編曲：家原正樹
3. Ambitious Eve（アンティーカ Ver.）
4. スペシャルオーディオドラマ「千変万化のアンティーカ」

## 04
2019年7月10日発売。放課後クライマックスガールズの2ndシングル。
収録曲
歌：放課後クライマックスガールズ
1. ビーチブレイバー
作詞：古屋真、作曲：GAKU、編曲：渡辺徹
2. よりみちサンセット
作詞：古屋真、作曲：小久保祐希・YUU for YOU　編曲：YUU for YOU
3. Ambitious Eve（放課後クライマックスガールズ Ver.）
4. スペシャルオーディオドラマ「放課後テーマパーク」

## 05
2019年8月21日発売。アルストロメリアの2ndシングル。
収録曲
歌：アルストロメリア
1. Bloomy!
作詞：鈴木静那、作曲：北ノ原凉（onetrap）、編曲：伊藤立（onetrap）
2. Love Addiction
作詞：鈴木静那、作曲：家原正樹・Jam9、編曲：家原正樹、弦管編曲：森悠也
3. Ambitious Eve（アルストロメリア Ver.）
4. スペシャルオーディオドラマ「つないだ手と手」

## 06
2019年9月11日発売。ストレイライトのデビューシングル。
収録曲
歌：ストレイライト
1. Wandering Dream Chaser
作詞：下地悠、作曲：小久保祐希・YUU for YOU、編曲：YUU for YOU
2. Transcending The World
作詞：下地悠、作曲・編曲：R・O・N
3. Ambitious Eve（ストレイライト Ver.）
4. スペシャルオーディオドラマ「イーティング・エクスペディション」

## ソロ・リミックス盤
ライブイベントの物販商品として限定販売される、シリーズに収録されたユニット曲のソロ・リミックスを収録したCD。
THE IDOLM@STER SHINY COLORS SOLO COLLECTION -SPRING PARTY 2020-
『THE IDOLM@STER SHINY COLORS SPRING PARTY 2020』（2020年3月開催予定だったが新型コロナウイルスの影響により中止）会場限定CD。
「We can go now!」「NEO THEORY FANTASY」「ビーチブレイバー」「Bloomy!」「Wandering Dream Chaser」のソロ・リミックスが収録されている。
THE IDOLM@STER SHINY COLORS SOLO COLLECTION -2ndLIVE STEP INTO THE SUNSET SKY-
『THE IDOLM@STER SHINY COLORS 2ndLIVE STEP INTO THE SUNSET SKY』（2020年5月開催予定だったが新型コロナウイルスの影響により中止）会場限定CD。
「トライアングル」「ラビリンス・レジスタンス」「よりみちサンセット」「Love Addiction」「Transcending The World」のソロ・リミックスが収録されている。

## インスト盤
THE IDOLM@STER SHINY COLORS OFF VOCAL COLLECTION 01
2022年1月19日発売。DISC2に本シリーズに収録された全12曲のオフボーカル版が収録されている。

### ユニットメンバー
1. 1 2 3  櫻木真乃（関根瞳）、風野灯織（近藤玲奈）、八宮めぐる（峯田茉優）、月岡恋鐘（礒部花凜）、田中摩美々（菅沼千紗）、白瀬咲耶（八巻アンナ）、三峰結華（成海瑠奈）、幽谷霧子（結名美月）、小宮果穂（河野ひより）、園田智代子（白石晴香）、西城樹里（永井真里子）、杜野凛世（丸岡和佳奈）、有栖川夏葉（涼本あきほ）、大崎甘奈（黒木ほの香）、大崎甜花（前川涼子）、桑山千雪（芝崎典子）、芹沢あさひ（田中有紀）、黛冬優子（幸村恵理）、和泉愛依（北原沙弥香）
2. 1 2 3  櫻木真乃（関根瞳）、風野灯織（近藤玲奈）、八宮めぐる（峯田茉優）
3. 1 2 3  月岡恋鐘（礒部花凜）、田中摩美々（菅沼千紗）、白瀬咲耶（八巻アンナ）、三峰結華（成海瑠奈）、幽谷霧子（結名美月）
4. 1 2 3  小宮果穂（河野ひより）、園田智代子（白石晴香）、西城樹里（永井真里子）、杜野凛世（丸岡和佳奈）、有栖川夏葉（涼本あきほ）
5. 1 2 3  大崎甘奈（黒木ほの香）、大崎甜花（前川涼子）、桑山千雪（芝崎典子）
6. 1 2 3  芹沢あさひ（田中有紀）、黛冬優子（幸村恵理）、和泉愛依（北原沙弥香）